# Kovové vlákno

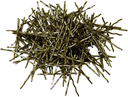
Ocelová vlákna

Kovové vlákno je podle ISO 2076:2013(E) z roku 2013: Umělé vlákno sestávající z kovu, z kovu povrstveném plastikem, z plastiku povrstveném kovem nebo z jádra zcela pokrytého kovem.
Rozdíl mezi textilním kovovým vláknem a (netextilním) drátkem není však dosud (do roku 2024) jednoznačně definován.
V některých odborných publikacích jsou kovové filamenty tenčí než 100 µm považovány za vlákna a filamenty nad tuto hranici jsou dráty. Naproti tomu se ocelové drátky na  zpevnění betonu s tloušťkou 300 µm nazývají mikrovlákna.
K rozpoznání rozdílu mezi drátem a vláknem se také nabízejí blíže nespecifikovaná kritéria, např.: lesk, tvárnost, elektrická vodivost a jiné vlastnosti výrobku.

## Z historie kovových vláken
Nejstarší kovová vlákna byla známá v Egyptě už asi 3000 let před n. l. V Evropě  bylo např. v roce 1569  v Norimberku v provozu první zařízení na výrobu  leonských nití. Ve 20. století se v roce 1960 začaly vyrábět pneumatiky s kovovou výztuží a v roce 1962 byl zaznamenán objev tvarové paměti u vláken ze slitiny niklu a titanu.
V roce 2023 se odhadoval výnos z celosvětového prodeje kovových vláken na 5,6 miliard USD.

## Zvlákněné kovy

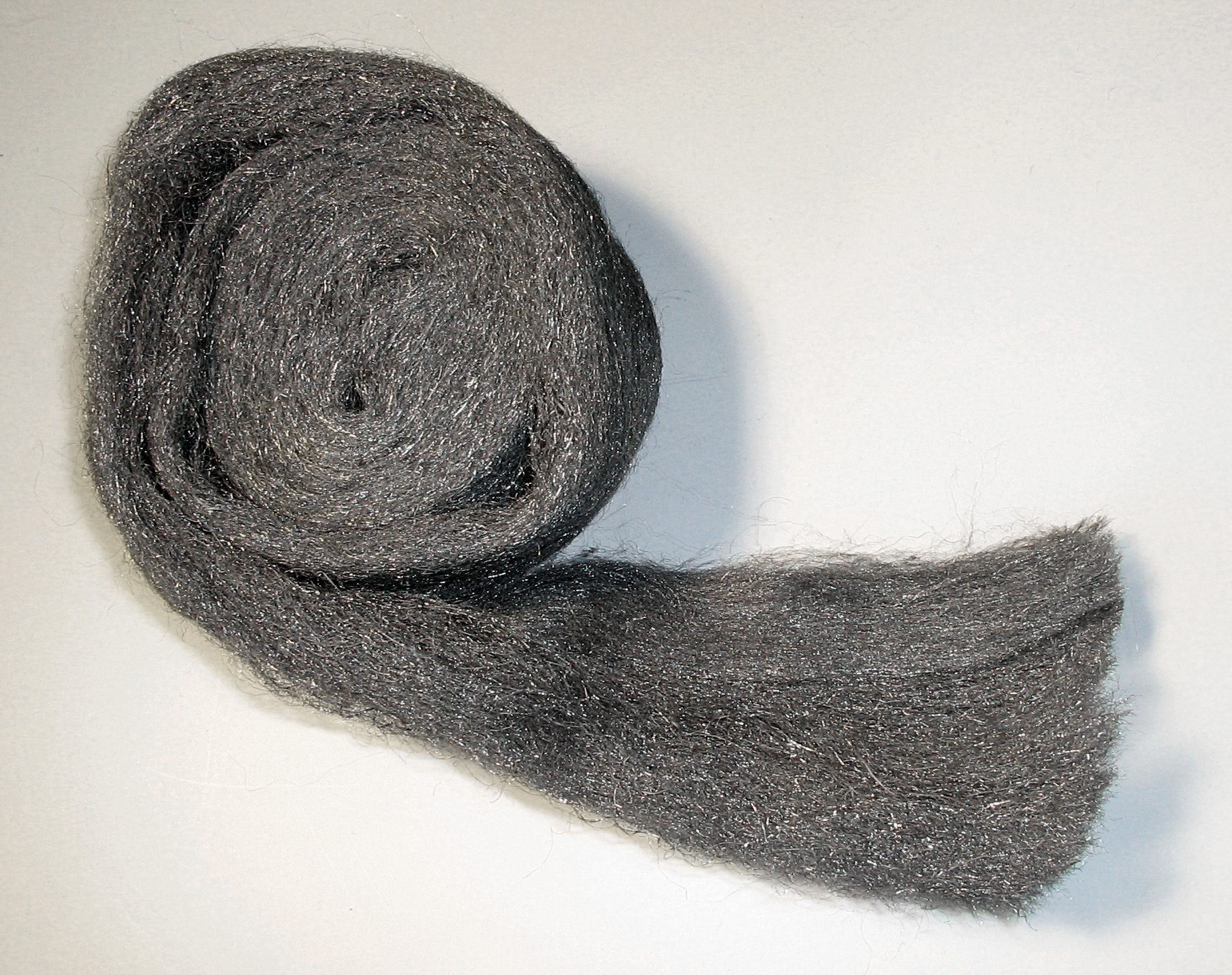
Stůčka s ocelovou vlnou

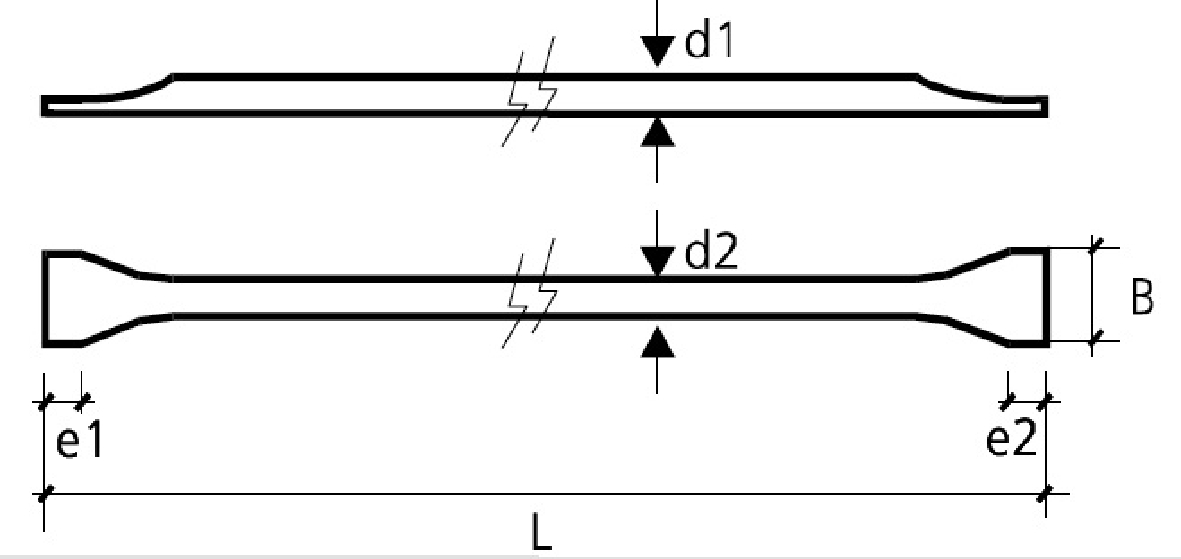
Vlákno se zploštělými konci na výztuž betonu

### Surovina
Jako výchozí látka k výrobě se používá nejčastěji ocel (surová, pocínovaná nebo pozinkovaná), dále slitiny niklu a hliníku a na speciální vlákna platina, wolfram, molybden, berylium nebo např. slitiny niklu s titanem.
Předvýrobky se dodávají ve formě drátu, plechu nebo fólie.
K pokovování jsou vhodné zejména: nikl, měď, stříbro a zlato.

### Způsoby výroby
- Běžná vlákna až do jemnosti cca 5 µm se dají vyrábět tažením přes konické otvory

a) za studena (ocel, měď, zlato, stříbro)
b) za tepla (např. wolfram, molybden) nad krystalizační teplotou
- K výrobě jemnějších vláken se často používá tzv. Taylorův proces, tj. obalení drátku sklem a protahování za tepla, sklo změkne, kov uvnitř se roztaví nebo zůstává plastický

- Mikrovlákna až do jemnosti 0,15 µm se dají vyrábět (dosud jen laboratorně) z elektrooceli následujícím postupem:

Horké válcování – zbavení okují – dloužení za studena – mokré dloužení – žhavení – stáčení – odříznutí.

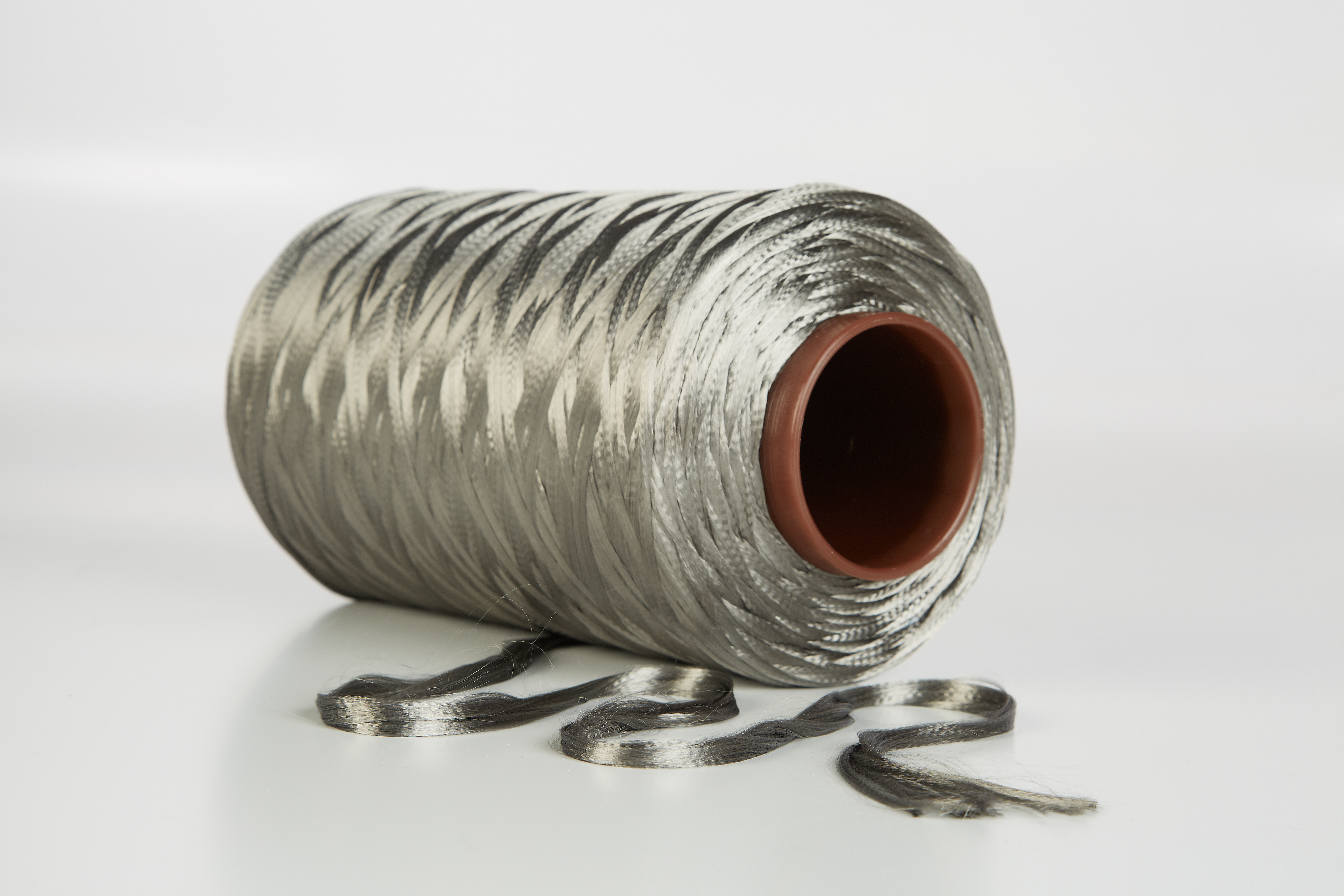
Příze z vláken vyrobených tažením

- Technikou Foil-shaving se z kovové fólie seškrabuje pásek s obdélníkovým průřezem a tloušťkou nad 14 µm. Získávají se tak kusy přetrhaných filamentů, které se dají stříhat na staplovou délku.[10]
- Tavné zvlákňování do rotující tekutiny (centrifugal spinning). Princip: Roztavený kov se protlačuje tryskou na studenou vnitřní stěnu rotujícího bubnu, kde se ze ztuhlého materiálu tvoří vlákno (s průřezem 50-500 µm) a odvádí do kolektoru.[6] [11]
- Mimo těchto metod jsou známé: např. elektrolytické a chemické zvlákňování

Vlákna se vyrábí s kruhovým nebo obdélníkovým průřezem, pro speciální účely (vláknobeton) se zesílenými nebo konickými konci.
Pro běžné zpracování se dodávají vlákna s průřezem od 6,5 µm (což odpovídá u oceli 3,3 dtex) do 100 µm.

### Vlastnosti kovových vláken
V následující tabulce jsou znázorněny fyzikální vlastnosti některých kovových vláken (používaných hlavně v kompozitech).
| Materiál | Hustota g/cm³ | Bod tání °C | Pružnost GPa | Pevnost GPa |
| -------- | ------------- | ----------- | ------------ | ----------- |
| berylium | 1,8           | 1350        | 310          | 1,1         |
| měď      | 8,9           | 2083        | 125          | 0,45        |
| wolfram  | 19,3          | 3410        | 350          | 3,82        |
| molybden | 10,2          | 2625        | 330          | 2,2         |
| ocel     | 7,9           | 1300        | 210          | 4,0         |

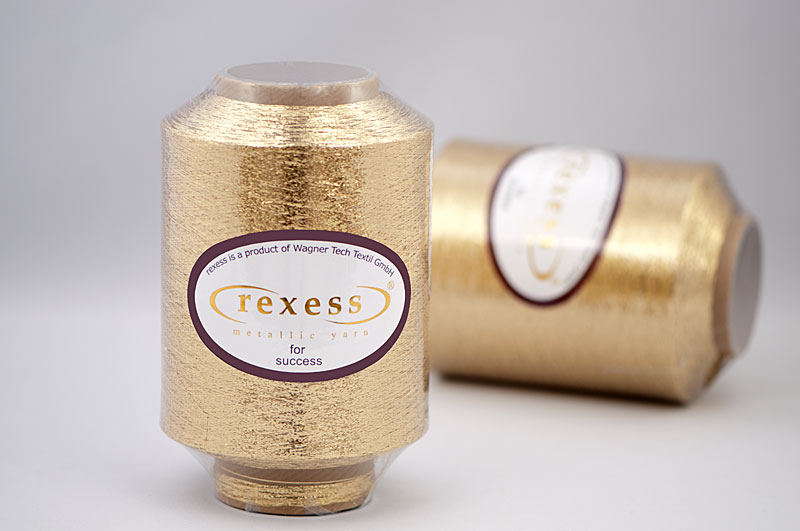
Pásková příze z hliníkových multikomponentních filamentů

Vlákna vynikají především elektrickou vodivostí, ohnivzdorností, odporem proti vlivu chemikálií a zvláštním leskem.

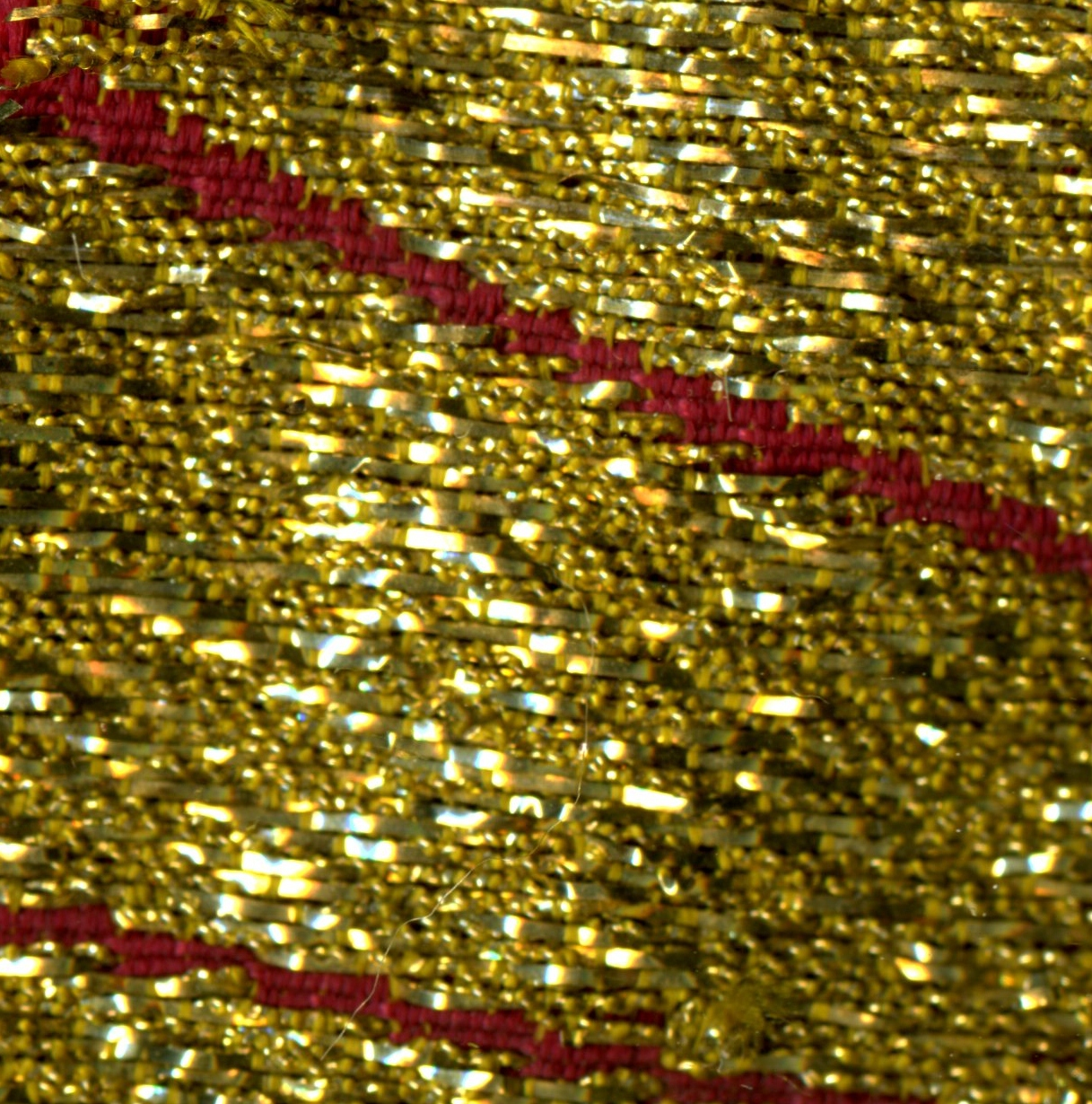
Tkanina ze zlatých multikomponentních filamentů

### Vlákna pro textilní zpracování
| Technologie      | Výrobky                                                | Možné použití                                      |
| ---------------- | ------------------------------------------------------ | -------------------------------------------------- |
| Předení          | staplová příze s cca 1 % kovu kovem opřádané filamenty | podlahové krytiny, závěsy lamé-efekty na brokátech |
| Skaní            | kovem obeskávané niti (leonské)                        | lemovky, šicí nitě                                 |
| Tkaní            | tkaniny ve všech základních vazbách                    | izolace, filtry, kompozity                         |
| Osnovní pletení  | pleteniny v jednoduchých vazbách                       | kompozity na stavební materiál, filtry             |
| Zátažné pletení  | hadice s průměrem od 22 mm                             | obložení kotoučů, filtry, obaly                    |
| Výroba stuh      | stuhy a popruhy                                        | ohnivzdorné izolace, dopravní pásy                 |
| Plstění          | netkané všívané textilie                               | zvukové izolace, leštění                           |
| Airlaid/ Wetlaid | plošné textilie ze sintrovaných vláken                 | filtry()                                           |

#### Použití mimo textilních účelů
Jako výztuž kompozitů a plastických hmot:
- Sekaná vlákna („chopped“) v délkách od cca 2 mm např. na ochranné štíty proti magnetickým vlnám, kompozity na nádrže s hořlavinami
- Vlákna s délkou 30-100 mm především do vláknobetonu, ocelová vlna na čištění a broušení (viz snímek vpravo)
- Filamenty („dráty“) na výztuž pneumatik[15]

## Multikomponentní kovové filamenty
Multikomponentní kovové filamenty jsou z kovu uloženého mezi plastickými materiály. Vyrábí se hlavně na bázi hliníku tak, že se hliníková fólie po obou stranách laminuje fólií z acetátu, celofánu nebo polyesteru a nebo se laminuje pásek z polyesteru pokovovaného hliníkem na polyesterovou fólií.

### Vlastnosti
Výsledný kompozit má s tloušťkou od cca 9 µ, filament vzniká tak, že se kompozit řeže na pásky 0,2-3,2 mm široké.
Pevnost filamentu dosahuje v závislosti na způsobu výroby 0,3 – 1,3 g/tex, tažnost 30 – 140 %

### Použití
Jednoduché příze z pásků 0,2-5 mm širokých, tloušťka nad 12 µ, povrstvené zpravidla barevným lakem. Vyrábějí se také páskové filamenty obeskané např. polyamidovým monofilem s použitím na nábyt. potahy, autopotahy, záclony, ubrusy, dámské oděvy.

### Povrstvená kovová vlákna
Způsoby spojování kovů s polymerními vlákny: nanášení ve vakuu, ionizace argonovým plynem, prášek + pojivo, prskání (sputter). Pokovování se dá provádět také galvanicky nebo vtlačováním (max. 1 %) kovu do jádra vlákna. Jako jádro se používá nejčastěji bavlna, viskóza a polyester.
Tyto technologie se používají hlavně pro povrstvování plošných textilií.

### "Textilní drát"
je vícekomponentní kovový filament, který se vyrábí jako neizolovaný nebo izolovaný vodič  s vnějším průměrem 0,010-0,5 mm (3-1796 tex).
Dráty bez izolace jsou z kovů  oplátovaných stříbrem, např. z mědi, slitiny mědi se zinkem nebo z bronzu. 
Izolované dráty se vyrábějí smaltováním kovu polyuretanem, polyesterimidem, polyamidimidem nebo polyesterem. 
Aplikace: zatkávání nebo zaplétání s použitím např. jako senzory, zahřívání, přenos dat v plošných textiliích.